# الرنفة
الرنفة هي قرية من قرى مركز السهي التابع إدارياً لإمارة منطقة جازان، ويسكن الرنفة أغلبية من قبيلة القيسي وأقلية من قبيلة القيس،
ويعد عدد السكان في الرنفة قليلاً نسبياً بالنسبة لعدد السكان في القرى الأخرى. ومن أهم ما يميز الرنفة أنه يمر أمامها الطريق الرئيس الواصل بين السهي وجازان، ولكن مع ذلك لا تتمتع قرية الرنفة بالكثير من مقومات الحياة، حيث يضطر سكانها إلى الذهاب لقرى مركزي السهي والموسم لتوفير احتياجاتهم الأساسية والكمالية. ويَعتمِدُ السكان في قرية الرنفة على الآبار ليسقوا مواشيهم ومزروعاتهم، وهذه الآبار يحفرها بعض رجال القرية.